# Shiori Itō
Shiori Itō (jap. 伊藤 詩織 Itō Shiori; urodzona w 1989 roku) – japońska dziennikarka i twórczyni filmowa. Jej działalność skupia się wokół kwestii równouprawnienia płci i prawach człowieka. W 2020 roku znalazła się na liście 100 najbardziej wpływowych osób Magazynu Time.

## Wczesne życie i rozwój kariery
Shiori Itō urodziła się w 1989 roku jako najstarsza córka pracownika budowy i gospodyni domowej. W wieku dziewięciu lat zaczęła pracować jako modelka. W 2012 roku wyjechała z Japonii i podjęła studia w Nowym Jorku, podczas których zajmowała się głównie fotografią. Dwa lata później rozpoczęła staż w nowojorskim oddziale japońskiej telewizji Nippon TV. Po powrocie do Japonii, odbyła staż w agencji prasowej Thomson Reuters. Obecnie pracuje jako niezależna dziennikarka, tworzy również filmy.

## Sprawa sądowa

### Pozew o napaść na tle seksualnym
W 2015 roku Itō zeznała, że została zgwałcona przez rozpoznawalnego dziennikarza telewizyjnego Noriyukiego Yamaguchiego. Dziennikarz zaprzeczył zarzutom. W związku z tym incydentem, Itō podjęła działania mające na celu zmianę regulacji prawnych w przypadkach napaści seksualnych i gwałtów w Japonii. Przedstawiciele służb odradzali Itō składanie zeznań w sprawie, ostrzegając, że nagłośnienie tego incydentu wpłynie negatywnie na jej dziennikarską reputację. Kiedy Itō opowiedziała o swoim doświadczeniu na konferencji prasowej, zaczęła otrzymywać listy z nienawiścią oraz groźby. Sprawa stała się katalizatorem ruchu Me Too w Japonii.
Itō złożyła formalny pozew cywilny przeciwko Yamaguchiemu we wrześniu 2017 r. za napaść na tle seksualnym w hotelu 4 kwietnia 2015 roku.
W 2017 roku w Japonii ukazała się książka Itō, Black Box, w której opowiada o przemocowym incydencie i następujących po nim doświadczeniach. Polskie tłumaczenie, Czarna skrzynka, zostało wydane przez Tajfuny w 2024 roku (w przekładzie Karoliny Bednarz i Dominiki Błażycy).